# Chthonerpeton braestrupi
Chthonerpeton braestrupi es una especie de anfibios gimnofiones de la familia Caeciliidae.
Es endémica de Brasil.
Sus hábitats naturales incluyen ríos, pantanos, marismas de agua dulce, corrientes intermitentes de agua dulce, pastos, zonas de irrigación, tierras agrarias inundadas en algunas estaciones, canales y diques.